# Lecomyia caerulea
Lecomyia caerulea är en tvåvingeart som först beskrevs av White 1914.  Lecomyia caerulea ingår i släktet Lecomyia och familjen vapenflugor. Inga underarter finns listade i Catalogue of Life.